# Lithodes nintokuae
Lithodes nintokuae is een tienpotigensoort uit de familie van de Lithodidae. De wetenschappelijke naam van de soort is voor het eerst geldig gepubliceerd in 1976 door Sakai.